# 霍尤達潟湖
18°07′50″N 67°10′38″W / 18.13056°N 67.17722°W
霍尤達潟湖是波多黎各的潟湖，位於該島西南部卡沃羅霍，長2.4公里、寬1公里，面積1.37平方公里，平均水深1.2米，是島上兩座天然水庫之一。

## 外部連結
- Laguna Tortuguero （页面存档备份，存于） in Ceducapr.com
- Laguna Tortuguero （页面存档备份，存于） in PR-Frogui.com